# Deon Kayser
Deon Jerome Kayser (Uitenhage, 3 luglio 1970) è un ex rugbista a 15 e allenatore di rugby a 15 sudafricano, in carriera tre quarti ala e attualmente tecnico delle giovanili degli Sharks.

## Biografia
Professionista negli Sharks, fu selezionato da Nick Mallett per gli Springbok a 29 anni in occasione di un test match a Durban contro l'Italia.
Fece parte della rosa alla successiva Coppa del Mondo di rugby 1999 cui prese parte con 5 presenze, e disputò i Tri Nations 1999 e 2001.
Fino al 2004 negli Sharks, disputò la stagione successiva a livello provinciale con i Mighty Elephants (oggi Eastern Province Kings), al termine della quale si ritirò.
Dal 2009 è consulente tecnico - e successivamente allenatore delle giovanili - degli stessi Sharks.